# Paraphaenodiscus niger
Paraphaenodiscus niger är en stekelart som beskrevs av Prinsloo 1976. Paraphaenodiscus niger ingår i släktet Paraphaenodiscus och familjen sköldlussteklar. Inga underarter finns listade i Catalogue of Life.